# Ricardo Reis

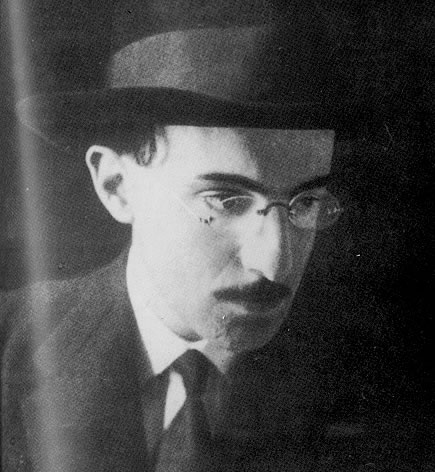
Fernando Pessoa, autor do heterônimo Ricardo Reis.

Ricardo Reis (19 de setembro de 1887) é um dos quatro heterônimos mais conhecidos de Fernando Pessoa, tendo sido imaginado de relance pelo poeta em 1913 quando lhe veio à ideia escrever uns poemas de índole pagã. Nasceu no Porto, estudou num colégio de jesuítas, formou-se em medicina  e, por ser monárquico, expatriou-se espontaneamente desde 1919, indo viver no Brasil. Era latinista por formação clássica e semi-helenista por autodidactismo.
Na sua biografia não consta a sua morte, no entanto José Saramago faz uma intervenção sobre o assunto em seu livro O Ano da Morte de Ricardo Reis, situando a morte de Reis em 1936.

## Biografia

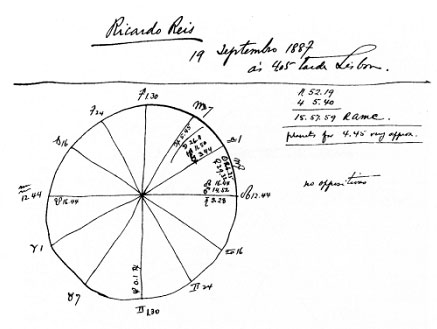
Carta astral de Ricardo Reis
por Fernando Pessoa.

Nascido no Porto, no dia 19 de setembro de 1887. Recebeu uma forte educação clássica num colégio de jesuítas e formou-se em Medicina, profissão que não exercia. Viveu no Brasil desde 1919, pois se expatriou espontaneamente por ser monárquico, na sequência da derrota da rebelião monárquica da Monarquia do Norte contra o regime republicano. É um latinista por educação, e um semi-helenista por educação própria.

## Obra
As primeiras obras foram publicadas em 1924, na revista Athena, fundada por Fernando Pessoa. Mais tarde foram publicados oito odes, entre 1927 e 1930, na revista Presença, de Coimbra. Os restantes poemas e prosas são de publicação póstuma.

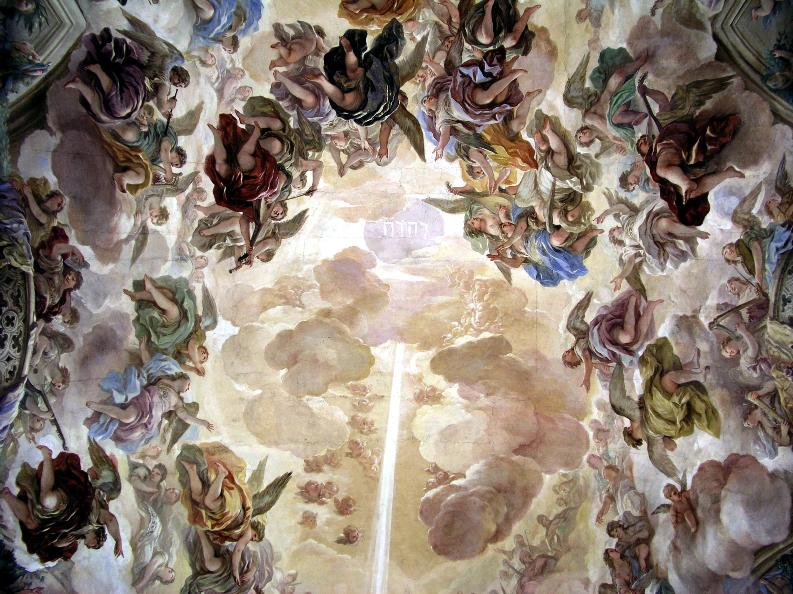
Fresco de Luca Giordano

### Temas
Reis, um dos dois discípulos de Alberto Caeiro, admira a serenidade e a calma com que este encara a vida, por isso, inspirado pela clareza, pelo equilíbrio e ordem do seu espírito clássico greco-latino, procura atingir a paz e o equilíbrio sem sofrer, através da autodisciplina e das seguintes doutrinas gregas:

#### Epicurismo
Doutrina baseada num ideal de sabedoria que "busca a tranquilidade" da alma através das seguintes regras:
- Não temer a morte - Levando o poeta ao Fatalismo - tendo a morte como única certeza na vida.
- Procurar os simples prazeres da vida em todos os sentidos, sem preocupações com o futuro (carpe diem), mas sem excessos - Deste modo aprende a viver cada instante como se fosse o último; e faz da vida simples campestre um ideal (aurea mediocritas);
- Fugir à dor - Como defesa contra o sofrimento, sobrepõe a razão sobre a emoção;

#### Estoicismo

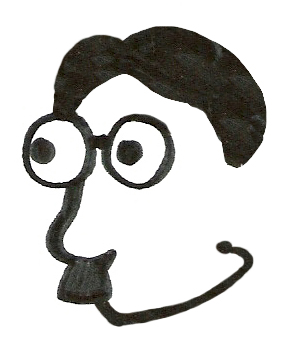
Simplificação do retrato imaginado de Ricardo Reis. Esboço de Cristiano Sardinha.

Doutrina que tem como ideal ético a "apatia" - ausência de envolvimento emocional excessivo que permite a liberdade – , e que propõe as seguintes regras para alcançar a felicidade (relativa, pois não pretende um estado de alegria mas sim de um contentamento inconsciente):
- Dominar as paixões – Suscita uma atitude de indiferença; Recusa o amor para nado, uma vez que tudo na vida tem um fim;
- Aceitar a ordem universal das coisas, incluindo a morte - Revela a faceta conformista, considerando a vida como efémera, um fluir para a morte e essa consciência não lhe gera nem angústia nem revolta.

Porém, Reis "admite a limitação e a fatalidade desta condição humana", e pretende chegar à morte de mãos vazias de modo a não ter nada a perder; e inspirado na mitologia clássica, considera a vida como uma viagem cujo fluir e fim é inevitável e por este motivo Ricardo Reis é o poeta mais aristocrático de todos os tempos.

### Estilo
Poesia com muitas alusões mitológicas, com uma linguagem culta e precisa, sem qualquer espontaneidade. Estilo neoclássico influenciado pelo poeta latino Horácio. Uso de um vocábulo culto e alatinado com principal recurso ao hipérbato. Emprego do gerúndio e do imperativo (ou conjuntivo com valor de imperativo) com carácter exortativo, ao serviço do tom sentencioso e do carácter moralista presentes nos seus poemas.

## Quadro-Síntese

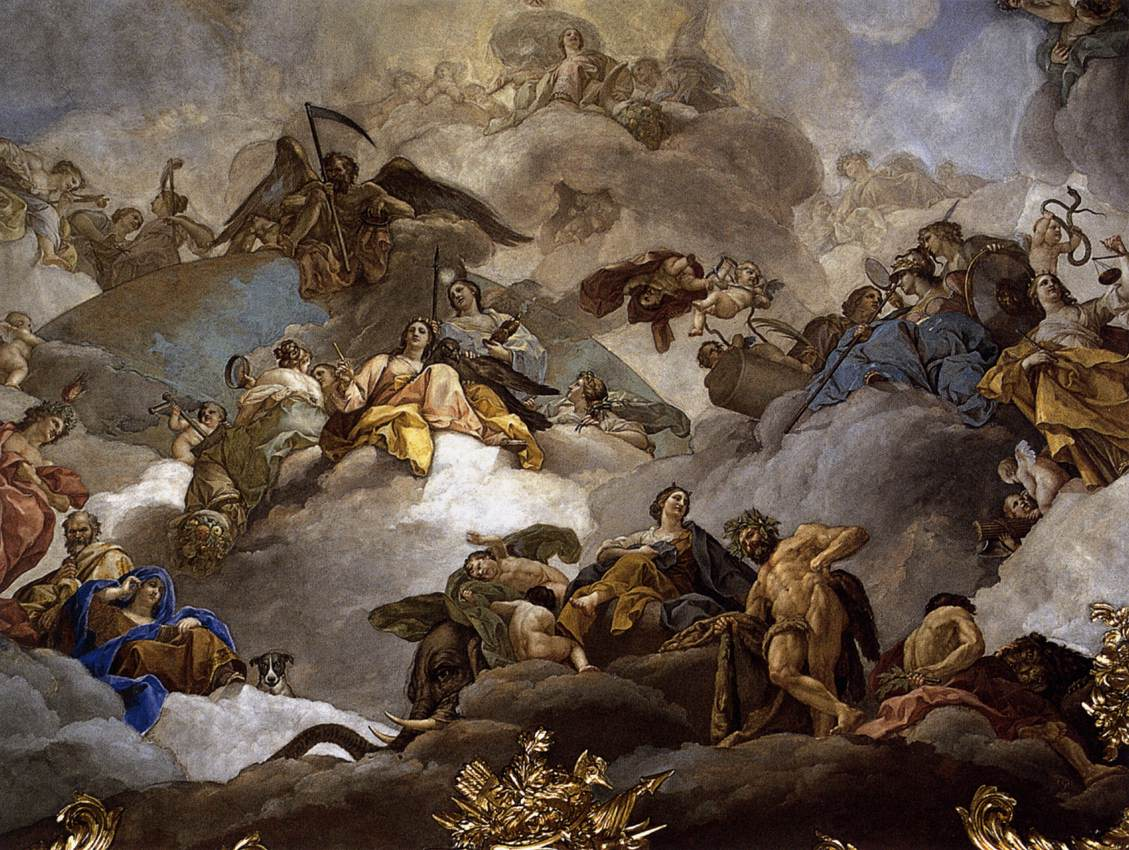
Fresco de Francisco Bayeu

| Aspectos temáticos                                                                                | Aspectos formais                                           | Aspectos formais |
| ------------------------------------------------------------------------------------------------- | ---------------------------------------------------------- | ---------------- |
| Harmonia entre o epicurismo e o estoicismo;                                                       | Uso de vocabulário erudito e preciso;                      |                  |
| Autodisciplina, renunciando às fortes emoções;                                                    | Recurso a arcaísmos;                                       |                  |
| Procura da ataraxia;                                                                              | Formas estróficas e métricas de influência clássica – Ode. |                  |
| Renúncia da vida através da recusa do amor e da consciência da inutilidade do esforço de mudança; | Influência latina através da anástrofe e do hipérbato;     |                  |
| Elogio do carpe diem;                                                                             | Predomínio da subordinação;                                |                  |
| Elogio da vida campestre (aurea mediocritas);                                                     | Uso frequente de advérbios de modo;                        |                  |
| Fatalismo – o destino é força superior ao homem;                                                  | Recurso ao gerúndio;                                       |                  |
| Aceitação calma do destino;                                                                       | Uso do imperativo como manifestação de atitude filosófica; |                  |
| Obsessão da efemeridade da vida;                                                                  | Diálogo permanente com um "tu" – coloquialidade.           |                  |
| Consciência da fugacidade do tempo;                                                               |                                                            |                  |
| Aparente tranquilidade, na qual se reconhece a angústia existencial do ortónimo;                  |                                                            |                  |
| Neopaganismo – os deuses também estão sujeitos ao Fado e alusões mitológicas;                     |                                                            |                  |
| Intenção didáctica dos seus versos;                                                               |                                                            |                  |
| Elogio à carência das ideias dogmáticas e filosóficas como meio de manter-se puro e tranquilo;    |                                                            |                  |

## Excertos de algumas das suas obras

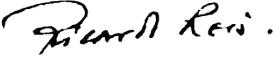
Assinatura de Ricardo Reis.

"Amemo-nos tranquilamente, pensando que podíamos,
Se quiséssemos, trocar beijos e abraços e carícias,
Mas que mais vale estarmos sentados ao pé um do outro
Ouvindo correr o rio e vendo-o." (1914)

"Ah! sob as sombras que sem querer nos amam,
Com um púcaro de vinho
Ao lado, e atentos só à inútil faina
Do jogo do xadrez" (1916)

## Outros heterónimos
- Alberto Caeiro
- Álvaro de Campos
- Bernardo Soares

### Leituras Adicionais
- Saramago, José (1984). O Ano da Morte de Ricardo Reis. [S.l.]: Caminho